# Roios
Roios ist eine Gemeinde (Freguesia) im portugiesischen Kreis Vila Flor. In ihr leben 148 Einwohner (Stand 19. April 2021).